# 4466 Abai
A 4466 Abai (ideiglenes jelöléssel 1971 SX1) a Naprendszer kisbolygóövében található aszteroida. A Krími Asztrofizikai Obszervatóriumban fedezték fel 1971. szeptember 23-án.